# Frank Madsen
Frank Madsen (født 1962 i Kalundborg), siden 1992 bosat i Birkerød), er en dansk forfatter og tegner især kendt for tegneserierne Jim Spaceborn, Kurt Dunder og Eks Libris.
Nomineret til Claus Deleuran Prisen som Danmarks bedste tegneserieforfatter i 2016, 2017, 2018 og 2021. Modtager af Hanne Hansen Prisen i 2017 sammen med sin hustru Sussi Bech.
Hans billedbøger og tegneserier er oversat til adskillige sprog: svensk, finsk, hollandsk, engelsk, tysk, spansk og tamilsk.

## Tegneserier
Skrev 2010-2020 hver uge tegneserien Eks Libris til Weekendavisen, illustreret af hans hustru Sussi Bech. Har desuden skrevet og tegnet serierne Kurt Dunder, Jim Spaceborn m.fl. Alle er udkommet i bogform.
- Jim Spaceborn 1: Den ukendte galakse, LEGO Publishing 1986
- Kurt Dunder i Afrika, Carlsen 1991
- Kurt Dunder på Grønland, Carlsen 1994
- Kurt Dunder i Tyrol, Carlsen 2000
- Eks Libris 1: Problemer med Carsten Jensen-robotten i Zone 7!, Eudor 2012
- Eks Libris 3: Jyderne er mægtig flinke ... men stille!, Eudor 2013
- Eks Libris 4: Lotte går i parterapi!, Eudor 2014
- Kurt Dunder: Den månesyge mumie, Eudor 2015
- Eks Libris 5: Zenia Nyker genopfinder kulturrrradikalismen, Eudor 2015
- Eks Libris 6: Finn Sysholm går i sort!, Eudor 2016
- Eks Libris 7: Bob Dylan svarer ikke!, Eudor 2017
- Eks Libris 8: Dr. Lidegaard og Mr. Hyde, Eudor 2018
- Eks Libris 9: Hætten i hytten kan Halfdan få!, Eudor 2019
- Eks Libris 10: Finn Sysholm sejrer!, Eudor 2020
- Københavnermysteriet, Eudor 2023
- Den store Finn Sysholm, Eudor 2024

## Billed- og børnebøger
Har skrevet og illustreret en række børne- og billedbøger, bl.a. Søren tror ikke på bøhmænd, Hvor er Kaj?, Snus Mus og Mis med de store kugler, mange i samarbejde med illustratoren Sussi Bech. Bøgerne om Snus Mus udkom i Chile på forlaget Edébé i 2018.
- Bamse fuld af ord, DR 2009
- Hvor er Kaj?, DR 2009
- Cirkus Summarum opgavebog, DR 2010
- Bamses Suttebog, Carlsen 2010
- Søren tror ikke på bøhmænd, Carlsen 2009
- Snus Mus, Alvilda 2011
- Mus og Konger på Kronborg, Alvilda 2013
- Snus Mus: Månetyven, Forlaget Bolden 2013
- Snus Mus: Larven, der blev væk, Forlaget Bolden 2013
- Mis med de store kugler, Eudor 2013
- Mis med de store julekugler, Eudor 2014
- Gustav og Raketbroderskabet 1: Den grønne pige, Eudor 2014
- Gustav og Raketbroderskabet 2: Fluen, Eudor 2014
- Gustav og Raketbroderskabet 3: Robotter, Eudor 2015
- Gustav og Raketbroderskabet 4: Beriah, Eudor 2015
- Gustav og Raketbroderskabet 5: Plan B, Eudor 2016
- Gustav og Raketbroderskabet 6: Xenia, Eudor 2016
- Gustav og Raketbroderskabet 7: Tvekamp, Eudor 2017
- Gustav og Raketbroderskabet 8: Klapjagt, Eudor 2018
- Alf vil ha' et kæledyr NU!, Eudor 2019
- Snus Mus: Snemands-mysteriet, Eudor 2020
- Snus Mus: Den betroede ost, Eudor 2020
- Sussi og de ufornuftige sko, Eudor 2021
- Koblingerne 1: Blade på skinnerne, Eudor 2022
- Koblingerne 2: Den sorte røg, Eudor 2023
- Koblingerne 3: Det knækkede tandhjul, Eudor 2024

## Udstillinger
Frank Madsen har deltaget i tegneserieudstillinger i 9 lande.
- Huset i Magstræde, København (1980)
- Galleri Asbæk, København (1989)
- Italien (XII Convegno Internationale del Fumetto i Prato 1989)
- Finland (Helsingfors, 1990)
- Sverige (Göteborg, 1990)
- Dansk Forfatterforening, København (1990)
- Portugal (Lissabon, 1991)
- Polen (Poznán, 2002)
- Gaudi-Galleriet, Jystrup (2002)
- Komiks.dk, Frederiksberg (2004)
- Palæfløjen, Roskilde (2009)
- Tyskland (Comicfestival München, 2017)
- AROS, Aarhus (2022 og 2023)
- Belgien (Tegneseriemuséet i Bruxelles – Centre Belge de la Bande Dessinée, 2023/24).
- England (Bolton Central Library på Manchester Library Festival, 2024)

## Danske Tegneserieskabere
Oprettede i 1989 brancheorganisationen Danske Tegneserieskabere, der i dag repræsenterer over 100 af landets professionelle tegneserieskabere. Har desuden redigeret og udgivet branchetidsskriftet Seriejournalen, fra 1988-1995 som trykt kvartalstidsskrift, fra 1995-2010 som Danmarks største website om tegneserier.

## Interview links
- Jim Spaceborn interview Arkiveret 4. marts 2016 hos  Wayback Machine med Frank Madsen.
- Eks Libris interview med Frank og Sussi (DR P1).
- Eks Libris Arkiveret 6. april 2013 hos  Wayback Machine interview med Frank og Sussi.